# أورتوكيو
أورتوكيو (بالإيطالية: Ortucchio)‏ هي بلدية في مقاطعة لاكويلا في إقليم أبروتسو الإيطالي.

## السكان
في سنة 1861 بلغ عدد السكان 1٬201 نسمة، وتطور العدد ليصل في سنة 2011 لـ 1٬863 نسمة.
يظهر هذا المخطط البياني تطور النمو السكاني لـ أورتوكيو

## توأمة
لأورتوكيو اتفاقيات توأمة مع:
- كابالبيو